# Shannonomyia (Shannonomyia) zernyana
Shannonomyia (Shannonomyia) zernyana is een tweevleugelige uit de familie steltmuggen (Limoniidae). De soort komt voor in het Neotropisch gebied.